# 1664 w sztukach plastycznych

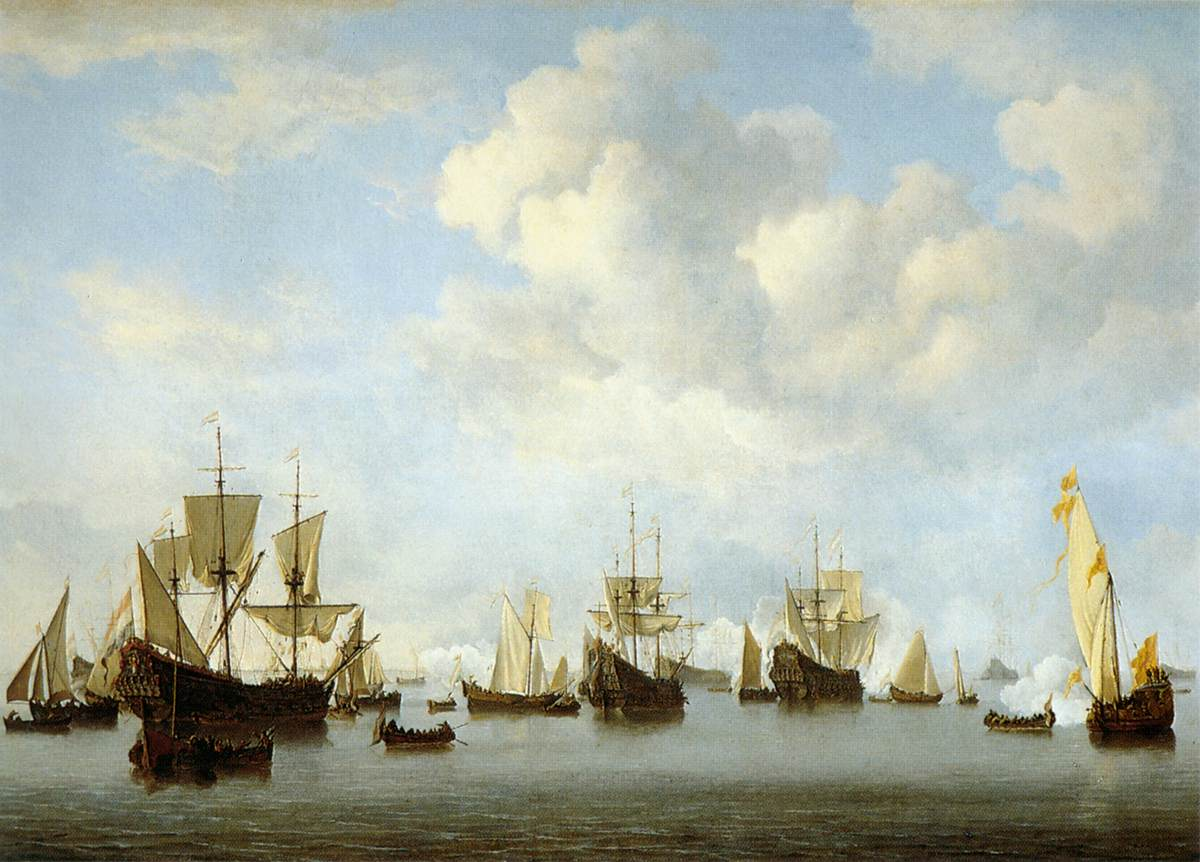
van de Velde – Holenderska Flota w Cieśninach Goeree (Gwinea), Muzeum Thyssen-Bornemisza

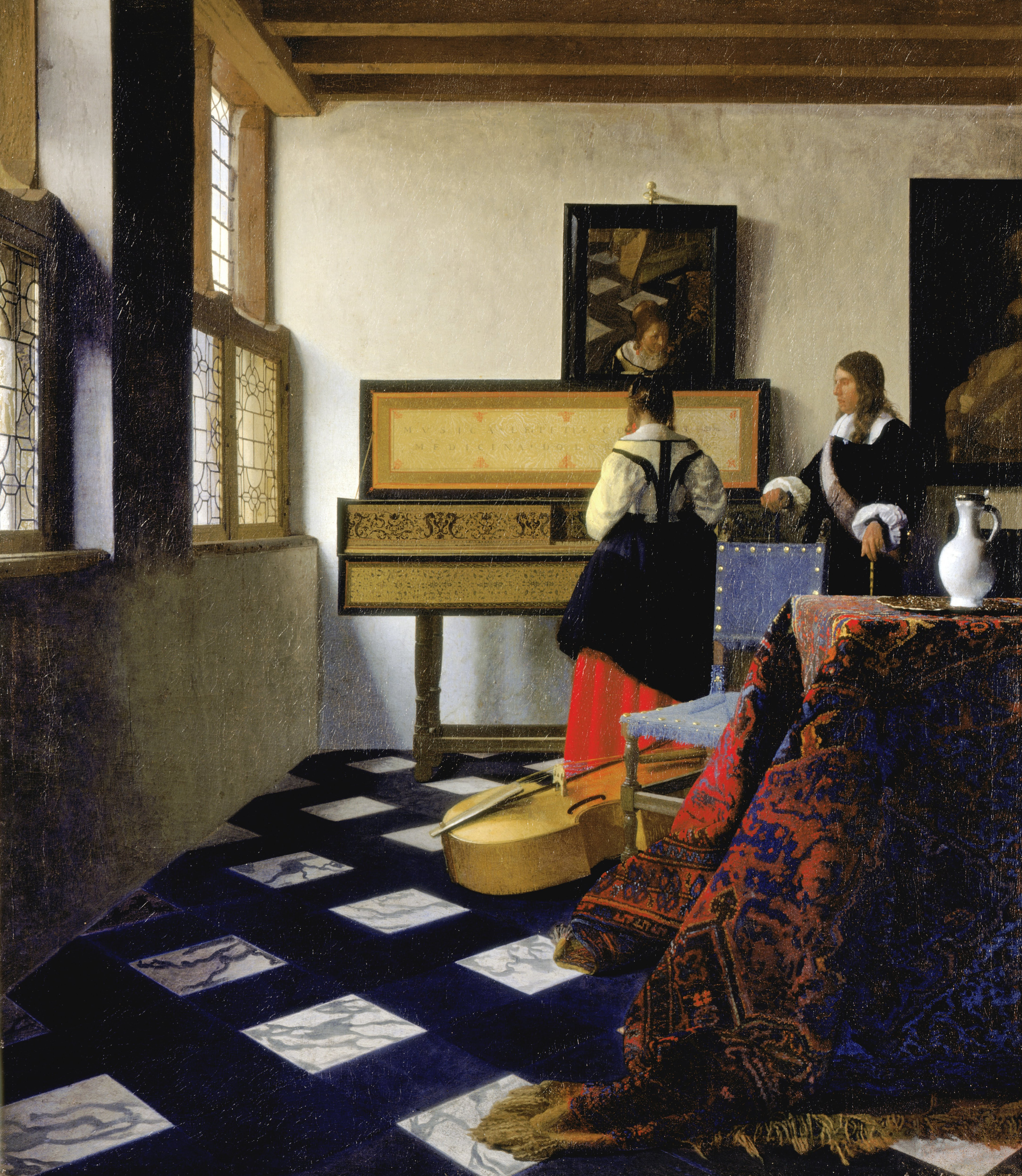
Jan Vermeer – Lekcja muzyki

Wydarzenia w sztukach plastycznych i wizualnych w 1664 roku.

## Malarstwo
- Frans Hals
- Portret regentów domu starców w Haarlemie – olej na płótnie, 172,5×256 cm[1]
- Portret regentek domu staruszek w Haarlemie – olej na płótnie, 172,5×256 cm[2]
- Claude Lorrain
- Krajobraz z Psyche i pałacem Kupidyna (Zaczarowany zamek) – olej na płótnie, 88 × 151 cm[3]
- Daniel Schultz
- Krymski sokolnik króla Jana Kazimierza z rodziną – olej na płótnie, 166×231 cm
- Willem van de Velde Młodszy
- Holenderska Flota w Cieśninie Goeree (Gwinea) – olej na płótnie, 236×262 cm[4]
- Jan Vermeer
- Lekcja muzyki  – olej na płótnie, 73,3×64,5 cm[5]

## Urodzeni
- 20 maja - Andreas Schlüter, niemiecki rzeźbiarz i architekt baroku (zm. 1714)
- 3 czerwca - Rachel Ruysch, holenderska artystka, która specjalizowała się w malowaniu martwej natury kwiatów (zm. 1750)
- data nieznana
  - Philipp Ferdinand de Hamilton, malarz z Niderlandów Austriackich (zm. 1750)
  - Pablo González Velázquez, hiszpański rzeźbiarz barokowy (zm. 1727)
- prawdopodobnie - Torii Kiyonobu I, japoński malarz i grafik w stylu ukiyo-e (zm. 1729)

## Zgony
- 4 kwietnia - Adam Willaerts, holenderski malarz (ur. 1577)
- 5 maja - Giovanni Benedetto Castiglione, włoski malarz (ur. 1609)
- 11 maja - Salomon de Bray (lub Braij), holenderski malarz (ur. 1597)
- 12 lipca - Stefano della Bella, włoski rytownik (ur. 1610)
- 27 sierpnia
  - Cornelis Pietersz Bega, holenderski malarz i rysownik (ur. . 1631)
  - Francisco de Zurbarán, hiszpański malarz (ur. 1598)
  - Reinier Nooms, holenderski malarz morski i rytownik (ur. ok. 1623)